# Ligne d'Oran à Arzew
La ligne d'Oran à Arzew  est l'une des lignes du réseau ferroviaire algérien. Elle relie la gare d'Oran à celle d'Arzew (dans la wilaya d'Oran).

## Histoire
En 1900, le département d'Oran construit une ligne ferroviaire entre Oran et Damesme (actuelle Aïn El Bia), ville située à 4 km au sud-est d'Arzew, et la rattache à la ligne qui reliait Arzew à Colomb-Béchar (actuelle Béchar). Oran devient le point de départ de la ligne d'Oran Colomb-Béchar.
La ligne entre Oran et Damesme est fermée en 1958.
Le projet de reconstruction d'une ligne ferroviaire entre Oran et Arzew date des années 1980. Arrêtés pendant deux décennies, les travaux ont repris en 2003 pour s'achever en 2017. 
La section entre Oran et El Mohgoun, d'une longueur de 38 km, a été mise en service en mars 2011. Entre Oran et El Mohgoun, la ligne reprend en majeure partie le tracé de l'ancienne ligne d'Oran à Damesme.
La section entre El Mohgoun et Arzew, d'une longueur de 3,7 km, a, quant à elle, été mise en service en février 2017,.

## La ligne

### Caractéristiques
Longue de 41,7 km, la ligne est une voie unique à écartement standard et n'est pas électrifiée. 

### Tracé et profil
La ligne se sépare de la ligne d'Alger à Oran à environ 3 km au sud de la gare d'Oran pour se diriger vers le nord-est en direction d'Arzew en longeant à distance le littoral sans rencontrer de reliefs particuliers.

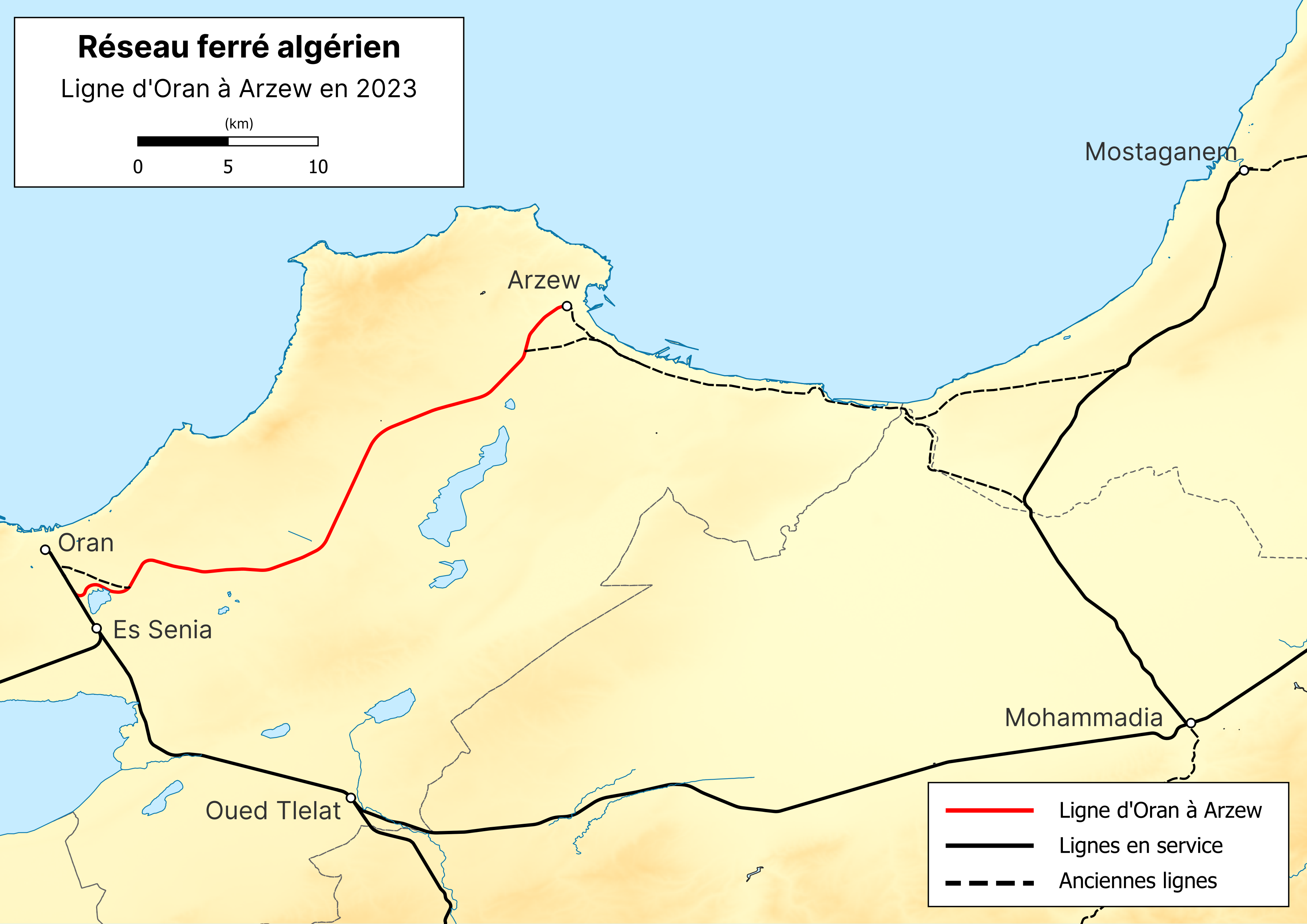
Localisation de la ligne d'Oran à Arzew dans le nord-ouest de l'Algérie.

## Service ferroviaire
La ligne permet le trafic voyageurs. Elle est empruntée par les trains régionaux de la liaison Oran - Arzew.

## Gares de la ligne
| Gares          | Commune        | Services                               |
| -------------- | -------------- | -------------------------------------- |
| Oran           | Oran           | Grandes lignes, trains régionaux, fret |
| Haï Es Sabah   | Sidi Chami     | Trains régionaux                       |
| Sidi Maârouf   | Sidi Chami     | Trains régionaux                       |
| Garita         | Sidi Chami     | Trains régionaux                       |
| Hassi Bounif   | Hassi Bounif   | Trains régionaux                       |
| Hassi Ameur    | Hassi Bounif   | Trains régionaux                       |
| Hassi Ben Okba | Hassi Ben Okba | Trains régionaux                       |
| Gdyel          | Gdyel          | Trains régionaux                       |
| Hassi Mefsoukh | Hassi Mefsoukh | Trains régionaux                       |
| El Mohgoun     | Arzew          | Trains régionaux                       |
| Arzew          | Arzew          | Trains régionaux                       |